# Wolfgang Koch (Linguist)
Wolfgang Koch (* 3. Oktober 1947 in Altena; † 23. August 2009 in Aarhus) war ein deutscher Germanist, Linguist und Hochschullehrer.

## Leben und Wirken
Nach seiner Reifeprüfung 1966 in Altena studierte Wolfgang Koch von 1968 bis 1973 u. a. Germanistik an der Universität Lund. Nach seinem ersten akademischen Examen 1973 war er bis 1983 wissenschaftlicher Assistent bzw. Assistenzprofessor an dieser Universität. Er promovierte dort 1978 zum Fil. dr. mit einer Arbeit über Germanistische Linguistik bei Inger Rosengren und habilitierte sich 1983. Bis 1996 lehrte er dann an der Universität Lund als Lektor bzw. Professor und wechselte dann an die Aarhus School of Business, die 2007 als Fakultät in die Universität Aarhus eingegliedert wurde. An dieser Hochschule lehrte Koch vor allem Deutsch als Wirtschaftssprache und amtierte längere Zeit als Dekan.

## Veröffentlichungen (Auswahl)
- Kasus, Kognition, Kausalität. Zur semantischen Analyse der instrumentalen "mit"-Phrase (= Lunder germanistische Forschungen, Bd. 47). Gleerup, Lund 1978, ISBN 91-40-04664-8 (= Dissertation Universität Lund).
- (Hrsg.): Textstrategier i tal och skrift (= Acta Universitatis Lundensis, Sectio 1, Bd. 38). Almqvist u. Wiksell, Stockholm 1982.
- Weltwissen, Sprachsystem und Textstruktur in einem integrierten Modell der automatischen Sprachverarbeitung. Zum Beispiel Kochrezepte (= Sprache und Pragmatik, Bd. 4). Germanistisches Inst. der Univ. Lund, Lund 1988.
- Referenz und Inferenzprobleme im Parsingprozeß (= Sprache und Pragmatik, Bd. 7). Germanistisches Inst. der Univ. Lund, Lund 1988.
- (Mitautor): Prozeßsteuerung und Verbsemantik in einem computersimulierten Küchenmodell. Teilen, Mischen und Erwärmen (= Sprache und Pragmatik, Bd. 14). Germanistisches Inst. der Univ. Lund, Lund 1989.
- Automatische Generierung von Kochrezepten (= Sprache und Pragmatik, Bd. 21). Germanistisches Inst. der Univ. Lund, Lund 1991.
- (mit Inger Rosengren): Secondary predications. Their grammatical and conceptual structure (= Sprache und Pragmatik, Bd. 35).  Germanistisches Inst. der Univ. Lund, Lund 1994.
- (mit Inger Rosengren): "Locative alternations" in English and German. Different lexicalisations of the same conceptual structure (= Sprache und Pragmatik, Bd. 43). Germanistisches Inst. der Univ. Lund, Lund 1996.
- "Ich fühl' mich wohl in meiner Küche!" Kulturelle Merkmale in deutschen und dänischen Werbeanzeigen. In: Jutta Eschenbach/Theo Schewe (Hrsg.): Über Grenzen gehen. Kommunikation zwischen Kulturen und Unternehmen. Festschrift für Ingrid Neumann. Hogskolen i Ostfold, Halden 2001, S. 159–173, ISBN 82-7825-092-8.
- (mit Carmen Heine): Prozeß- und Produktoptimierung bei der Textproduktion. Translog als didaktisches Instrument? In: Friedrich Lenz (Hrsg.): Schlüsselqualifikation Sprache. Anforderungen – Standards – Vermittlung (= Forum angewandte Linguistik, Bd. 50). Lang, Frankfurt/M. 2009, S. 179–204, ISBN 3-631-58493-8.